# John Bowis
John Crocket Bowis (né le 2 août 1945 à Brighton, East Sussex) est un ancien député et eurodéputé conservateur.

## Éducation
John Bowis fait ses études à la Tonbridge School et au Brasenose College d'Oxford, où il étudie la philosophie, la politique et l'économie.

## Vie politique
Il est élu pour la première fois aux élections générales de 1987 en tant que député de Battersea. De 1993 à 1996, il est ministre de la Santé et de 1996 à 1997, il est ministre des Transports, avant de perdre son siège parlementaire aux élections générales de 1997.
Aux élections du Parlement européen de 1999, Bowis est élu pour représenter la région de Londres. Il est réélu en 2004 et se retire aux élections de 2009.
Il est secrétaire national de la Fédération des étudiants conservateurs et travaille à l'Institut de psychiatrie. Il est membre actif de l'Assemblée parlementaire paritaire ACP-UE.
Il est président de Gay Conservatives, un groupe LGBT au sein du Parti conservateur.
Il est le vice-président sortant du Groupe conservateur pour l'Europe (CGE).